# Agylla oediphlebia
Agylla oediphlebia là một loài bướm đêm thuộc phân họ Arctiinae, họ Erebidae.